# Hugo Sällström
Rikard Hugo Sällström (Stoccolma, 15 dicembre 1870 – Stoccolma, 19 febbraio 1951) è stato un velista svedese, vincitore della medaglia d'argento ai Giochi olimpici di Stoccolma 1912 nella classe 12 metri a bordo dell'imbarcazione chiamata Ema Signe.

## Palmarès
- Giochi olimpici

Stoccolma 1912: argento nei 12 metri.